# Lexington (Nebraska)
Lexington és una població dels Estats Units a l'estat de Nebraska. Segons el cens del 2000 tenia 10.011 habitants.

## Demografia
Segons el cens del 2000, Lexington tenia 10.011 habitants, 3.095 habitatges, i 2.237 famílies. La densitat de població era de 1.314,7 habitants per km².
Dels 3.095 habitatges en un 43,1% hi vivien nens de menys de 18 anys, en un 57% hi vivien parelles casades, en un 9,5% dones solteres, i en un 27,7% no eren unitats familiars. En el 21,8% dels habitatges hi vivien persones soles l'11,1% de les quals corresponia a persones de 65 anys o més que vivien soles. El nombre mitjà de persones vivint en cada habitatge era de 3,14 i el nombre mitjà de persones que vivien en cada família era de 3,65.
Per edats la població es repartia de la següent manera: un 32,6% tenia menys de 18 anys, un 10,2% entre 18 i 24, un 30,7% entre 25 i 44, un 16,1% de 45 a 60 i un 10,4% 65 anys o més.
L'edat mediana era de 30 anys. Per cada 100 dones de 18 o més anys hi havia 108,6 homes.
La renda mediana per habitatge era de 38.098 $ i la renda mediana per família de 43.571 $. Els homes tenien una renda mediana de 25.207 $ mentre que les dones 20.857 $. La renda per capita de la població era de 14.148 $. Aproximadament el 10,7% de les famílies i el 12,9% de la població estaven per davall del llindar de pobresa.

## Poblacions més properes
El següent diagrama mostra les poblacions més properes.